# Amenhotep (fils de Ramsès II)
Pour les articles homonymes, voir Amenhotep.
Amenhotep est un fils de Ramsès II.

## Biographie
Amenhotep figure en quatorzième rang des fils de Ramsès II.
Il ne tient toutefois aucun rôle important, et sa vie reste obscure.